# جون هارتلي (تنس)

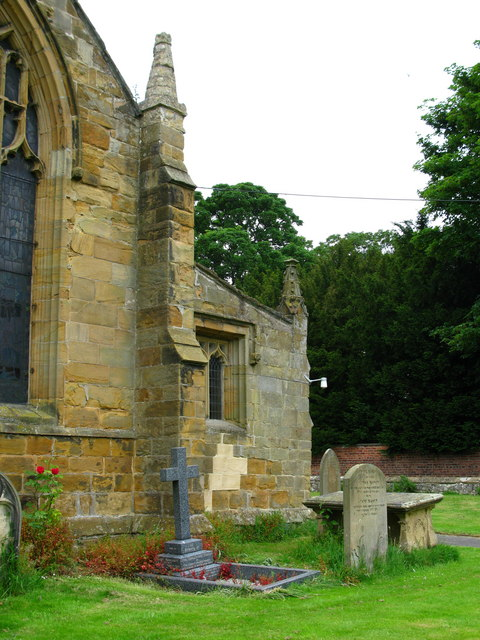
قبر هارتلي

جون هارتلي (بالإنجليزية: John Hartley)‏ مواليد 9 يناير 1849 في إنجلترا - الوفاة 21 أغسطس 1935 في إنجلترا، كان لاعب كرة مضرب بريطاني وكان يلعب باليد اليمنى. كما أنه أحد أبطال الجراند سلام. أعلى تصنيف له في الفردي كان المركز الـ 1 في سنة 1879.

## بطولات حققها
- بطولة ويمبلدون

## النهائيات

### الفردي (الألقاب 2, الوصافة 1)
| الحصيلة | السنة | البطولة  | المنافس في النهائي  | النتيجة في النهائي |
| ------- | ----- | -------- | ------------------- | ------------------ |
| الفوز   | 1879  | ويمبلدون | فير سانت ليجيه جولد | 6–2, 6–4, 6–1      |
| الفوز   | 1880  | ويمبلدون | هربرت لوفورد        | 6–3, 6–2, 2–6, 6–3 |
| الوصافة | 1881  | ويمبلدون | وليام رينشو         | 0–6, 1–6, 1–6      |